# Synema pauciaculeis
Synema pauciaculeis là một loài nhện trong họ Thomisidae.
Loài này thuộc chi Synema. Synema pauciaculeis được Lodovico di Caporiacco miêu tả năm 1947.